# Matt Ridley
Matt (Matthew) Ridley, V vizconde Ridley (n. 7 de febrero de 1958 (67 años) en Northumberland) es un escritor científico británico. 

## Biografía
Obtuvo el doctorado en zoología por la Universidad de Oxford antes de comenzar su carrera como periodista científico.
Ha trabajado como corresponsal científico para The Economist y para The Daily Telegraph.
Actualmente preside el « International Centre of Life » en Newcastle en el Reino Unido dedicado a la difusión de la ciencia, y es profesor visitante en el laboratorio Cold Spring Harbor en Nueva York.
Autor de varios libros de divulgación científica, como lo es el libro "La autobiografía de una especie en 23 capítulos" creado en julio del 2000. Matt Ridley es Fellow de la Royal Society of Literature (FRSL).